# Бановичі (громада)
Бановичі (хорв. і босн. Opština Banovići, серб. Општина Бановићи) — боснійська громада, розташована в Тузланському кантоні Федерації Боснії і Герцеговини. Адміністративним центром є місто Бановичі.
| Боснія і Герцеговина | Це незавершена стаття з географії Боснії і Герцеговини. Ви можете допомогти проєкту, виправивши або дописавши її. |